# S-Bahn-Surfen

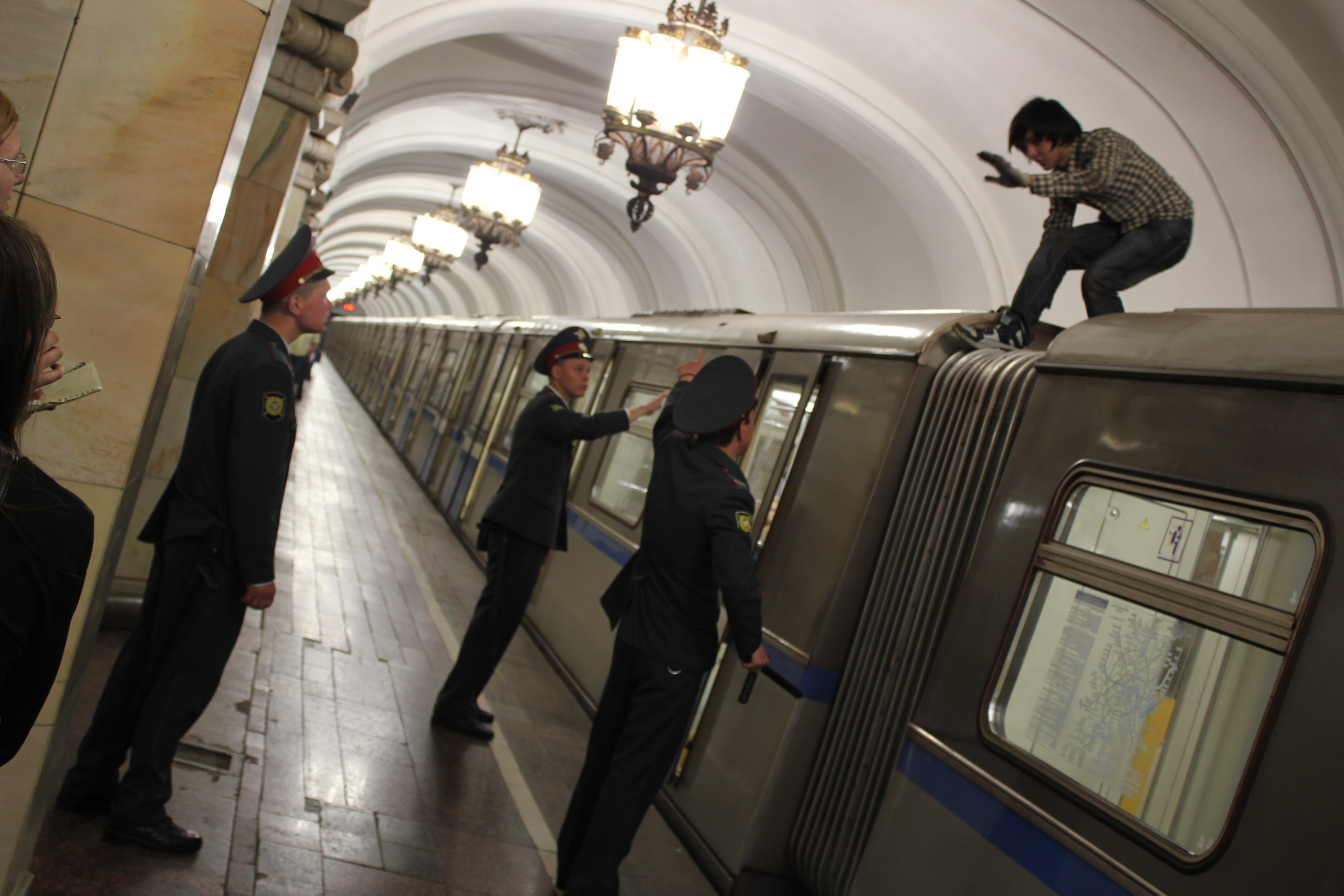
Die Moskauer-Metro-Polizei hält einen U-Bahn-Surfer fest

Als S-Bahn-Surfen oder U-Bahn-Surfen bezeichnet man das Festklammern an der Außenwand eines fahrenden Schienenverkehrsmittels, zumeist durch Jugendliche.

## Ausführung

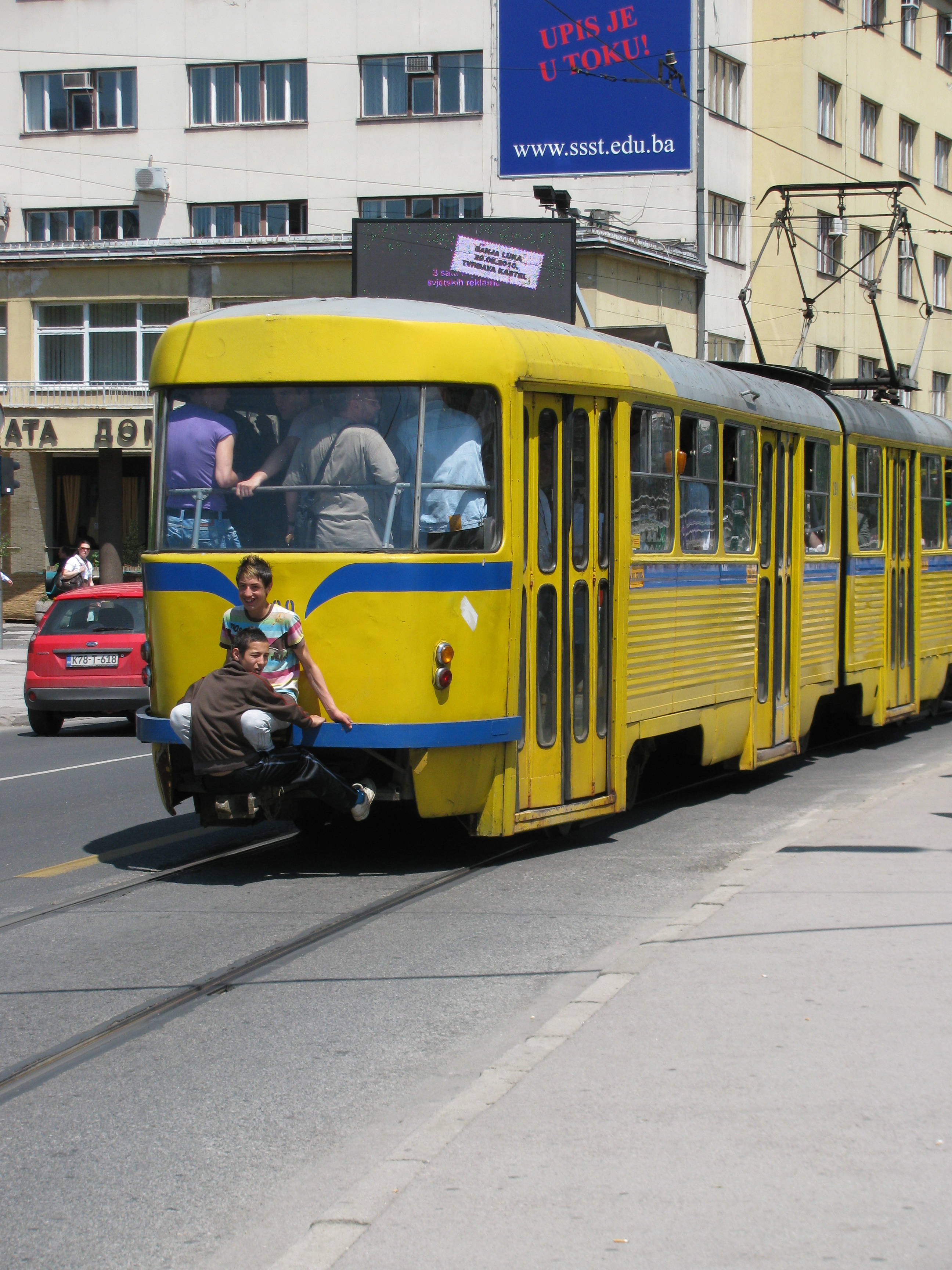
Illegale Mitfahrt auf einer Straßenbahn in Sarajevo

Der S-Bahn-Surfer klettert dabei nach der Abfahrt über die Tür oder ein Fenster aus dem fahrenden Zug und hält sich mit den Händen außen an der Dachkante fest, während er sich mit den Füßen auf dem geöffneten Fenster abzustützen versucht. Der größte Teil des Surfers befindet sich demnach bei der Aktion außerhalb des Fahrzeugs. Auch praktiziert wird das Aufspringen auf einen anfahrenden Zug, sowohl von der Seite als auch von hinten, wobei man zwischen Zug und Bahnsteigkante oder unter den Zug geraten kann. Der Surfer kann sich dann auch auf die Puffer oder Tritte stellen, die an den Fahrzeugen angebracht sind.
Das Herauslehnen aus weit geöffneten Fenstern unter Abstützung mit den Füßen auf innerhalb des Fahrzeugs befindlichen Tritten oder Bänken gilt hingegen nicht als S-Bahn-Surfen, wenngleich sich auch hierbei der Großteil des Körpers außerhalb des Fahrzeugs befinden kann und dementsprechend den unten stehenden Gefahren ausgesetzt ist.
Zu unterscheiden ist das S-Bahn-Surfen von der (illegalen) Mitfahrt auf Trittbrettern, Puffern, Kupplungen usw., wie es in früherer Zeit auf Hamsterfahrten der Nachkriegszeit bei überfüllten Zügen vorkam bzw. in Entwicklungsländern mit unzureichender Verkehrsinfrastruktur auch heute noch vertreten ist. Hier handelt es sich um eine aus der Not heraus entstandene Verhaltensweise, während beim S-Bahn-Surfen der „Kick“, wie es ein Hasardeur empfindet, beziehungsweise die Provokation durch Regelverstoß das Motiv ist.

### Transfer
Ein Transfer ist ein Manöver beim Surfen, bei dem der Ausübende den Zug während der Fahrt durch ein Fenster verlässt und durch das nächste Fenster wieder herein kommt. Dabei kann es bei Abstürzen zu Todesfällen und schweren Verletzungen kommen.

## Gefahren
Die Surfer gelangen durch ihren Aufenthalt außerhalb des Fahrzeuges aus dem Lichtraumprofil, was sehr häufig zum Aufprall auf ein festes Hindernis oder einen entgegenkommenden Zug führt. Aufgrund der hohen Geschwindigkeit und durch Luftverwirbelung eines Gegenzuges kommt es sehr oft vor, dass ein Surfer den Halt verliert, gegen Hindernisse wie Oberleitungsmasten, Schilder oder Bäume prallt oder nach Kontakt mit der Oberleitung oder anderen elektrischen Leitungen einen elektrischen Schlag erleidet.
Zudem besteht die Gefahr auszurutschen, ins Gleisbett oder auf die Schienen zu fallen und von den Rädern der Fahrzeuge überrollt zu werden oder durch einen Stromschienen-Stromabnehmer tödlich verletzt zu werden.
Der „Roofride“ auf dem Dach des Fahrzeugs ist die gefährlichste Art des Surfens. Neben der Gefahr durch Hindernisse kann auf elektrifizierten Strecken ein Lichtbogen von der Oberleitung, auf der je nach Netz eine Spannung von bis zu 25.000 Volt liegt, auch ohne direkten Kontakt zum Surfer überspringen und zu schweren Verbrennungen oder zum Tod führen.
In Deutschland reagierte die Bundespolizei 2015 mit einem an Kinder, Jugendliche und Heranwachsende gerichteten Film und einem Medienpaket für die Präventionsarbeit unter dem Titel „Achtung Bahnstrom! 15000 Volt sind tödlich – Sucht Euch was anderes“, um vor den Gefahren beim S-Bahn-Surfen und Klettern auf Wagen zu warnen.

## Todesfälle
Zwischen 1989 und 1995 gab es in Berlin 41 Unfälle im Zusammenhang mit S-Bahn-Surfen. 18 dieser 41 Unfälle führten zum Tod der Person. Sie gehörten zur Altersgruppe zwischen 13 und 25 Jahren.
Im Jahr 2008 verunglückten alleine in Deutschland 40 Jugendliche beim S-Bahn-Surfen tödlich.
Der erste Todesfall ereignete sich 1988, bei dem ein Fünfzehnjähriger kurz vor Hamburg verunglückte.

## Vorbeugung
Zum Verhindern des S-Bahn-Surfens wurde in vielen Baureihen eine Sperre eingebaut, die das Öffnen der Türen während der Fahrt verhindert. Bei den neueren Triebfahrzeugen der Deutschen Bahn wird auf feststehende Trittstufen verzichtet, stattdessen verwendet man bewegliche Trittbretter, die nur beim Halt ausgefahren werden. Fenster sind bis auf ein Oberlicht nicht zu öffnen.

## Sozialwissenschaftliche Beurteilung
Der Soziologe und Jugendforscher Klaus Hurrelmann sprach, nachdem 1988 in Hamburg ein 15-jähriger Schüler tödlich verunglückt war, von einer „Auflehnung gegen totale Einengung und Öde“, der sich viele Heranwachsende im Alltag ausgesetzt sähen. Sie unterschätzten jedoch die tödlichen Gefahren beim „Vordringen in Grenzbereiche der eigenen Fähigkeiten“. Der Spiegel berichtete im Zusammenhang mit dem ersten Todesfall beim S-Bahn-Surfen von einem „neuen Hobby leichtsinniger Halbwüchsiger“.

## Rechtliche Situation
S-Bahn-Surfen kann als Ordnungswidrigkeit im Sinne von § 28 Abs. 1 Nr. 9 Allgemeines Eisenbahngesetz (AEG) belangt und mit einer Geldbuße bis zu 50.000 Euro geahndet werden. In Deutschland können Täter nach § 315 StGB wegen gefährlichen Eingriffs in den Bahn-, Schiffs- und Luftverkehr zu einer Freiheitsstrafe von bis zu zehn Jahren verurteilt werden.
Die selbstgeschaffene Gefahr schließt einen Unfallversicherungsschutz nicht aus: Bundessozialgericht, Urteil vom 30.03.2023 – B 2 U 3/21 R.